# Yanta (socken)
Yanta (kinesiska: 燕塔街道, 燕塔) är en socken i Kina. Den ligger i provinsen Shandong, i den östra delen av landet, omkring 130 kilometer väster om provinshuvudstaden Jinan. Antalet invånare är 69 511. Befolkningen består av 34 066 kvinnor och 35 445 män. Barn under 15 år utgör 15,0 %, vuxna 15-64 år 78 %, och äldre över 65 år 6,0 %.
Genomsnittlig årsnederbörd är 671 millimeter. Den regnigaste månaden är juli, med i genomsnitt 215 mm nederbörd, och den torraste är januari, med 4 mm nederbörd.